# 道の駅九頭竜
道の駅九頭竜（みちのえき くずりゅう）は、福井県大野市朝日にある国道158号の道の駅である。
西日本旅客鉄道（JR西日本）越美北線（九頭竜線）の終着駅である九頭竜湖駅に隣接している。

## 施設
- 駐車場
  - 普通車：63台[5]
  - 大型車：4台[5]
  - 身障者用：2台[5]
- トイレ
  - 男性：大・小20
  - 女性：12
  - 身障者用：2

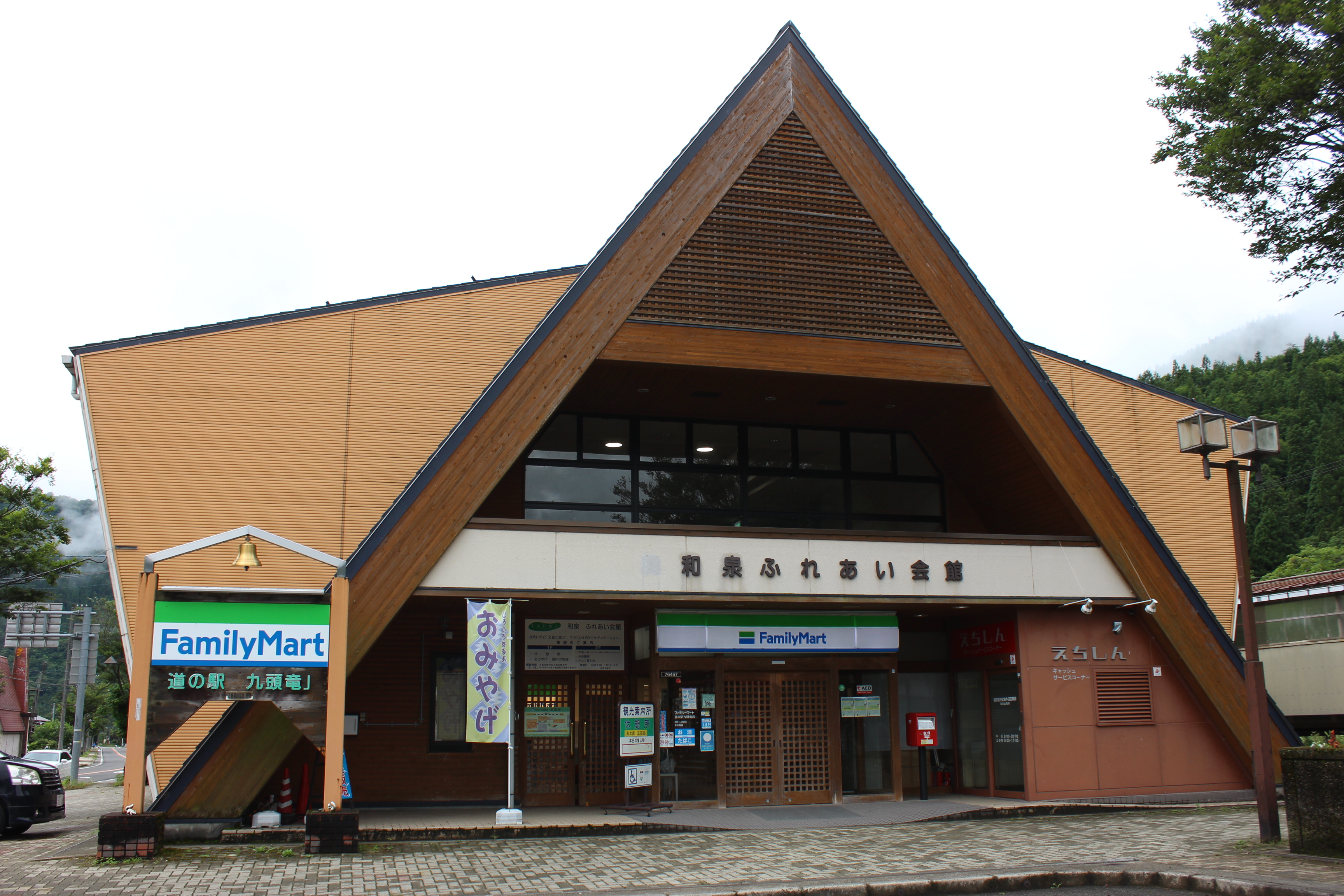
ファミリーマートが併設されている「和泉ふれあい会館」。

- ティラノサウルスモニュメント（親子2体、冬季は撤去）[5] - 2000年（平成12年）開催の恐竜エキスポふくい2000を契機に設置[6]。冬の倉庫格納時と春の設置再開時に、モニュメントが国道を移動する光景が季節の風物詩となっている[6][7][9]。
- 生産物直売所（8:30 - 17:00）[5]
- めん処（11:00 - 14:00）
- 和泉ふれあい会館（8:30 - 17:00）
  - 休憩室
  - 観光案内所
  - ファミリーマート（6:00 - 22:00） - 2019年（令和元年）8月13日にオープン。大野市和泉地区では初めてのコンビニエンスストアとなる[10][11]。

### 管理団体
- 設置者：大野市
- 指定管理者：福井和泉リゾート株式会社（2015年4月1日 - ）[12]

## 休館日
- 全館：年末年始（ファミリーマートは無休）[5]
- 生産物直売所：12月から3月までの冬季（期間中は完全休業）[5]
- めん処：毎週木曜日（冬季のみ）[5]

## アクセス
- 国道158号 - 登録路線
- E67 中部縦貫自動車道 九頭竜ICより、岐阜県道・福井県道127号白山中居神社朝日線・国道158号経由 約1 km。
- JR西日本越美北線 九頭竜湖駅そば

## 周辺
- 九頭竜湖・九頭竜ダム
- 九頭竜スキー場
- 福井和泉スキー場
- 大野市和泉地域交流センター（大野市住民振興室・和泉公民館）